# Ифа, Билель
Билель Ифа (араб. بلال العيفة‎, рожд. 9 марта 1990, Арьяна, Тунис) —  тунисский футболист, защитник клуба «Аль-Кувейт» и национальной сборной Туниса.

## Клубная карьера
Во взрослом футболе дебютировал в 2007 году выступлениями за команду «Клуб Африкэн», цвета которого защищает по сей день, основной защитник команды.

## Выступления за сборную
В 2008 году дебютировал в официальных матчах в составе национальной сборной Туниса. В составе сборной был участником Кубка африканских наций 2010 года в Анголе, Кубка африканских наций 2012 года в Габоне и Экваториальной Гвинее, Кубка африканских наций 2013 в ЮАР.

## Достижения
Клуб Африкэн
- Чемпион Туниса (2): 2007/08, 2014/15
- Обладатель Кубка чемпионов УНАФ (2): 2008, 2010